# Yoldia sapotilla
Yoldia sapotilla–gatunek małża należącego do podgromady pierwoskrzelnych.
Muszla wielkości około 2,5 cm. Kształtu owalnego, wydłużonego, oba końce muszli zaokrąglone. Kolor periostrakum muszli zielony. Wnętrze muszli białe.Bytują w umiarkowanie płytkich zagrzebane w mule. Żyją w mule. Są rozdzielnopłciowe, bez zaznaczonych różnic płciowych w budowie muszli. Odżywiają się planktonem oraz detrytusem.
Występuje w Ameryce Północnej na terenie USA i Kanady od Labradoru do Karoliny Północnej.